# Ion radicalaire
Un ion radicalaire est une espèce radicalaire libre portant une charge. Ces espèces se rencontrent principalement en chimie organique comme intermédiaires de réaction

## Anions radicalaires
De nombreux composés aromatiques peuvent subir une réduction monoélectronique par des métaux alcalins. Par exemple la réaction du naphtalène avec du sodium dans un solvant aprotique produit une sel ion radicalaire naphtalène - ion sodium. Dans un spectre RPE, ce composé produit un quintuplet de quintuplets (soit 25 lignes). En présence d'une source de protons, l'ion radicalaire est protoné et hydrogéné de manière effective comme dans la réduction de Birch.
L'électron est transféré de l'ion métallique alcalin à une orbitale antiliante p-p п* de la molécule aromatique. Ce transfert n'est habituellement favorable que si le solvant aprotique solvate efficacement l'ion métallique alcalin. L'efficacité de ce procédé est par exemple pour quelques composés : éther diéthylique < tétrahydrofurane < 1,2-diméthoxyéthane < hexaméthylphosphoramide. En principe, toute molécule insaturée peuvent former un anion radicalaire, mais les orbitales antiliantes ne sont accessibles que dans les systèmes les plus conjugués. La formation de l'ion radicalaire est plus favorable dans l'ordre benzène < naphtalène < anthracène < pyrène, etc. Lors de l'addition d'une source de protons, la structure de la molécule hydrogénée résultante est définie par la distribution de charge de l'anion radicalaire. Ainsi, l'anion radicalaire anthracène forme principalement (mais pas exclusivement) du 9,10-dihydrianthracène.
L'anion superoxyde est un exemple d'ion radicalaire non-carbonique, formé par le transfert d'un électron à une molécule de dioxygène.
Les anions radicalaires sont impliqués dans certaines réactions. Ainsi, une méthode efficace de séchage (enlever tout présence d'eau) du THF est un reflux avec un flux léger de sodium en présence d'un faible taux de benzophénone. Ce dernier est réduit en l'anion radicalaire cétyle par le sodium qui donne à la solution de THF sa couleur bleue intense. Cependant, toute trace d'eau dans le THF réduira le cétyle dans l'alcool correspondant. Dans cette méthode, la couleur du THF indique que le THF est sec et le THF distillé contient moins de 10 ppm d'eau Ce traitement peut aussi être appliqué pour purifier le THF de peroxydes. Les anions radicalaires de ce type sont aussi présents dans la réaction de condensation acyloïne.
Le cyclooctatétraène est réduit par du potassium élémentaire de manière directe en dianion (« sautant » le stade de l'anio radicalaire) en raison du système à 10 électrons qui le rend aromatique. La quinone est réduite en anion radicalaire semiquinone. Les semidiones sont, plus généralement, dérivées de la réduction des composés dicarboniles.

## Cations radicalaires
Les espèces cationiques radicalaires existent aussi mais sont moins stables. Ils apparaissent principalement en spectrométrie de masse. Lorsqu'une molécule en phase gazeuse est soumise à une ionisation électronique, un électron est arraché par un électron du faisceau électronique, créant un cation radicalaire M+•. Cette espèce dérive de l'ion moléculaire ou ion parent et indique la masse moléculaire. Dans un spectre de masse typique, plus de signaux apparaissent en raison de la fragmentation de l'ion moléculaire en mélange complexe d'ions et de radicaux non chargés. Ainsi, le cation radicalaire éthanol se fragmente en cation méthyle CH3+ et radical hydroxyle. Pour le naphtalène, le cation radicalaire non fragmenté est de loin le pic le plus important du spectre. Les espèces secondaires sont générés par un gain (M+1) et une perte (M-1) en proton.
Les polarons et les bipolarons sont des cations radicalaires que l'on peut rencontrer dans les polymères conducteurs.